# Whirlwind (компьютер)
Whirlwind I — компьютер 1-го поколения, разработанный и построенный в лаборатории сервомеханизмов Массачусетского технологического института (Massachusetts Institute of Technology).
| Параметры                     | С электростатической памятью (по состоянию на март 1951 г.)                                     | С ферритовой памятью (по состоянию на октябрь 1953 г.)                                          |
| ----------------------------- | ----------------------------------------------------------------------------------------------- | ----------------------------------------------------------------------------------------------- |
| Разрядность данных            | 16 разрядов                                                                                     | 16 разрядов                                                                                     |
| Разрядность команд            | 16 разрядов                                                                                     | 16 разрядов                                                                                     |
| Представление чисел           | двоичное знаковое с фиксированной точкой                                                        | двоичное знаковое с фиксированной точкой                                                        |
|                               | Основная память                                                                                 |                                                                                                 |
| Размер                        | 256 слов                                                                                        | 2048 слов                                                                                       |
| Время доступа                 | 25 мкс                                                                                          | 9 мкс                                                                                           |
|                               | Магнитные барабаны                                                                              |                                                                                                 |
| Емкость                       | Один барабан на 24576 слов                                                                      | Два барабана по 24576 слов                                                                      |
| Время доступа                 | 16 мс                                                                                           | 16 мс                                                                                           |
|                               | Время выполнения команд                                                                         |                                                                                                 |
| Безусловный переход           | 30 мкс                                                                                          | 16 мкс                                                                                          |
| Сложение/ вычитание           | 49 мкс                                                                                          | 24 мкс                                                                                          |
| Умножение                     | 61 мкс                                                                                          | 40 мкс                                                                                          |
| Деление                       | 100 мкс                                                                                         | 83 мкс                                                                                          |
|                               | Устройства ввода-вывода                                                                         |                                                                                                 |
| Накопители на магнитной ленте | 4 устройства по 75000 слов                                                                      | 5 устройств по 125000 слов                                                                      |
| Графический дисплей           | Размер экрана 16 дюймов Разрешение 2048х2048 точек Скорость вывода 6250 точек/сек, 550 цифр/сек | Размер экрана 16 дюймов Разрешение 2048х2048 точек Скорость вывода 6250 точек/сек, 550 цифр/сек |
| Печать                        | Телетайп Flexowriter (8 симв/сек)                                                               | 3 телетайпа Flexowriter (1 напрямую, 2 — с магнитной ленты), (8 симв/сек)                       |
| Ввод с перфоленты             | Устройство чтения ERA, 140 строк/с                                                              | Фотоэлектрическое устройство чтения Ferranti, 200 строк/с                                       |
| Вывод на перфоленту           | Перфоратор Flexowriter (10 строк/сек)                                                           | Перфоратор Flexowriter (10 строк/сек)                                                           |
| Занимаемая площадь            | 307 кв. метров (3300 кв. футов)                                                                 | 307 кв. метров (3300 кв. футов)                                                                 |
| Потребление электроэнергии    | 60 кВт                                                                                          | 60 кВт                                                                                          |
| Количество компонентов        | 6800 электронных ламп 22000 полупроводниковых диодов                                            | 8616 электронных ламп 17823 полупроводниковых диодов                                            |

## Предыстория
В 1944 году Центр специальных устройств ВМС США (US Navy Special Devices Center, SDC) занимался разработкой универсального лётного тренажёра, который не был бы конструктивно привязан к характеристикам определённого типа самолётов, а позволял бы настраиваться под любую известную модель самолёта перед обучением. В рамках этого проекта SDC заказал Лаборатории сервомеханизмов МТИ разработку устройства управления и анализа стабильности самолёта (Airplane Stability Control Analyzer, ASCA), которое отвечало бы за симуляцию поведения самолёта в ответ на действия обучаемого в кабине тренажёра. Руководитель лаборатории сервомеханизмов профессор Гордон Браун (Gordon Brown) поручил эту работу группе под руководством Джея Р. Форрестера (Jay Wright Forrester), одного из своих ассистентов. Форрестер в свою очередь привлёк в качестве технического руководителя проекта Роберта Эверетта (Robert Everett).

## Развитие проекта на ранних стадиях
Первоначально Дж. Форрестер предполагал решить задачу с помощью электромеханического аналогового устройства, которое вычисляло бы траекторию движения самолёта в реальном времени в ответ на действия пилота. Однако примерно через год после начала проекта Форрестер осознал, что аналоговое устройство оказывается слишком сложным и негибким для решаемой задачи. Во многом под влиянием набиравшего тогда обороты бума цифровой вычислительной техники он принял в конце 1945 года решение, что создаваемое устройство должно быть основано на цифровом компьютере, после чего его группа приступила сначала к изучению основ цифровой техники, а затем к проектированию будущего компьютера. Так как задача требовала обработки большого количества входных параметров и большого объёма вычислений в реальном масштабе времени, Форрестер с самого начала очень высоко поднял планку требований к будущему компьютеру, как с точки зрения производительности, так и его надёжности. Так как на момент начала проектирования единственным действующим электронным компьютером был только что введённый в действие ЭНИАК, то команде разработчиков пришлось все решения разрабатывать с нуля.
Форрестер и Эверетт с самого начала решили, что создание компьютера будет производиться в две очереди — сначала будет создан компьютер меньшего масштаба (который был назван Wilrlwind I), а затем, после апробирования всех решений, будет построен более мощный компьютер. Разработка велась очень основательно, и к сентябрю 1947 года был подготовлен детальный проект компьютера (практически до уровня принципиальных схем). Для опробования схемных решений арифметического устройства в 1947 году был построен 5-разрядный двоичный умножитель, который затем прошёл длительное циклическое тестирование с целью проверки его надёжности. В начале 1948 года был заключён субконтракт между МТИ и компанией Sylvania, которой было поручено изготовление электронных блоков.
Форрестер в 1947 году запланировал следующий порядок построения компьютера: сначала реализуется и тестируется арифметическое устройство, затем устройство управления, затем тестовая память (ПЗУ на основе переключателей), базовые устройства ввода-вывода (телетайп, устройство чтения с перфоленты и устройство вывода на перфоленту), и только в самом конце предполагалось установить оперативную память. Завершение работ по данному плану было намечено на начало 1949 года.

## Основные конструктивные решения
Было принято решение сделать операции компьютера побитово-параллельными, что обеспечивало максимальное быстродействие ценой большей сложности. Для оптимизации сложности было решено сделать компьютер двоичным с минимально возможной разрядностью. Было выбрано 16 разрядов, исходя из минимального размера команды: 5 разрядов выделялось для кода операции, что позволяло реализовать 32 команды, а 11 разрядов — для адреса операнда. Таким образом адресуемая область памяти составляла 2048 слов. То, что точность 16-разрядных чисел была небольшой, не смущало разработчиков, они исходили из того, что при необходимости достижения более высокой точности она может быть обеспечена программно несколькими последовательными операциями. Система команд была одноадресной, при выполнении команд операции производились между регистром-аккумулятором и ячейкой памяти, результат операции также помещался в аккумулятор. Операции должны были выполняться с фиксированной точкой, при этом компьютер обеспечивал полный набор из 4 арифметических действий, а также операцию логического «И» (она называлась «извлечение» — extraction). В качестве элементной базы компьютера, исходя из задачи обеспечения максимального быстродействия, были выбраны электронные лампы. Разработчики очень серьёзно отнеслись к проблеме обеспечения надёжности компьютера, исходя из очень большого количества установленных в нём радиоламп, которые имеют конечный срок службы. С целью обеспечения максимальной надёжности они разработали специальную систему проверки границ работоспособности. С этой целью они ввели в компьютере систему т. н. граничной проверки, основанной на поблочном регулировании рабочих точек ламп. Эта система позволяла путём вывода рабочих точек ламп за пределы номинальных значений, но не доводя их до уровня отказа блоков, выявлять лампы, которые находились на грани выхода из строя. При этом они обнаруживались в тот момент, когда у них был ещё некоторый запас ресурса работы, что позволяло после проведения данной процедуры рассчитывать на несколько часов безотказной работы компьютера.
Как и многие другие компьютеры первого поколения, все блоки компьютера Whirlwind работали в жёстко синхронном режиме, получая синхроимпульсы от центрального тактового генератора. При этом АЛУ использовало частоту 2 МГц, а остальные устройства тактировались импульсами половинной частоты в 1 МГц.

## Проблемы с финансированием проекта и смена заказчика
Так как Форрестер поставил высокие требования к будущему компьютеру и привлёк к реализации проекта значительные людские ресурсы, проект по созданию Whirlwind оказался очень дорогим. Расходы на его реализацию составляли примерно 150 тыс. долларов в месяц или 1,8 млн долларов в год. В то же время в связи с окончанием войны правительство США резко сократило финансирование военных программ. К тому же резко сократились потребность в обучении военных лётчиков, что привело к сворачиванию проекта универсального лётного тренажёра. Финансирование проекта в 1948 году взяла на себя дирекция исследований ВМС (Office of Naval Research, ONR), которая поддерживала в целом проект создания компьютера, но настаивала на его существенном упрощении и удешевлении. ONR настаивала на использовании компьютера для научных расчётов, и с этой точки зрения требования к производительности и надёжности можно было понизить. В качестве образца для сравнения приводился проект EDVAC, который разрабатывался в Школе Мура ВМС США, также финансировавшийся за счёт бюджета ONR, но который был значительно менее затратным. В связи с эти Форрестер совместно с руководством МТИ занялся активным поиском других возможных заказчиков, и нашёл их в лице ВВС США, которые были озабочены проблемой построения единой системы противовоздушной обороны США. Компьютер Whirlwind в рамках решения этой проблемы должен был сводить данные, получаемые от многих радаров и формировать единую тактическую картину в границах покрываемого системой региона. Эта задача сначала решалась в рамках проекта Charles, а затем получила кодовое обозначение проект Claude. В итоге к 1950 году проблема финансирования была практически решена. Основная часть денег поступала от ВВС, однако ONR также участвовала в финансировании и рассчитывала получить некоторое количество машинного времени для решения научных задач.

## Ход реализации проекта
В конце 1947 года был собран и испытан 5-разрядный умножитель, на котором были успешно протестированы схемные решения будущего полноразмерного арифметического устройства и проверена система граничного тестирования. На тестах удалось добиться непрерывной безотказной работы умножителя в течение 45 суток, что разработчики считали очень высоким достижением.
Весной 1948 года компания Sylvania начала поставлять блоки для будущего компьютера, а команда Whirlwind начала собирать компьютер. К концу года были установлены все шкафы, смонтированы блоки питания, установлены блоки АЛУ. Весной 1949 года было смонтировано устройство управления. Летом 1949 года были проведены тесты АЛУ, которые показали его полное соответствие проектным показателям, включая временные интервалы и надёжность. Осенью к компьютеру были подключены периферийные устройства. До полной готовности компьютеру не хватало только запоминающего устройства, разработка которого существенно задерживалось. Поэтому для испытаний использовалась тестовая память, состоявшая из 32 «регистров», значения в которых задавались переключателями (фактически — ПЗУ), а также из 5 запоминающих регистров, выполненных на триггерах. С помощью переключателей была возможность заменять любой из регистров ПЗУ динамическим регистром на триггерах. С использованием этой памяти на машине в конце 1949 года были решены первые тестовые задачи. Позднее, после установки штатной оперативной памяти, тестовая память использовалась для начальной загрузки компьютера с внешних носителей.

## Проблемы с устройствами памяти
Изготовление устройства памяти для компьютера существенно задерживалось по сравнению с другими функциональными блоками. В момент разработки блок-схем в 1947 году у разработчиков ещё не было ясности, какую технологию использовать для построения памяти. Тогда, например, некоторое время рассматривалась идея памяти на базе газоразрядных ячеек, однако тестирование показало её бесперспективность. Затем было принято решение построить память на основе запоминающих электронно-лучевых трубок. Начиная с 1948 года, в составе команды была выделена группа по разработке запоминающих электронно-лучевых трубок под руководством Стивена Додда (Steven Dodd). Эта группа разработала новый тип запоминающих трубок, существенно отличавшшихся по конструкции от известных на тот момент трубок Вильямса. Изготавливать трубки предполагалось самостоятельно, и для этого в лаборатории была организована специальная мастерская под руководством Пэта Ютца (Pat Youtz). Разработанные в лаборатории сервомеханизмов трубки имели две электронных пушки — одна для записи и считывания информации, а другая — для постоянной регенерации информации с помощью потока электронов низкой энергии. Запись информации производилась на специальной слюдяной мишени, на которую была нанесена мозаика из электропроводных ячеек. Особенностью разработанных трубок было то, что они не требовали периодической регенерации записанной информации посредством чтения каждой ячейки с её последующей перезаписью, как в это делается в трубках Вильямса. В запоминающих трубках Whirlwind регенерация происходила непрерывно под воздействием потока медленных электронов. Процесс разработки устойчиво работающих запоминающих ЭЛТ сильно затянулся и начал тормозить завершение компьютера в целом. На начало 1950 года компьютер был полностью готов, но ещё не имел запоминающего устройства. Только осенью 1950 года был изготовлен первый банк ОЗУ объёмом 256 слов (16 трубок по 256 бит). Эти задержки подтолкнули Форрестера к тому, чтобы заняться поиском альтернативных способов хранения информации. В июне 1949 года он приступил к экспериментам с ферритовыми кольцами и получил интересные результаты. Осенью того же года он поручил сотруднику лаборатории Вильяму Папиану (William N. Papian) продолжить эти эксперименты. Основной задачей было получение быстродействия, превышающего характеристики электростатической памяти. Тем временем осенью 1950 года компьютер, наконец, получил первый банк электростатической памяти, что позволило начать его комплексные испытания. Они показали, что память всё-таки остаётся ненадёжным элементом, и максимальное время безотказной работы составляет не более 1 часа. К марту 1951 года была проведена доработка запоминающих трубок, позволившая добиться удовлетворительной работы компьютера и приступить к решению на нём практических задач. В 1952 году была сделана попытка заменить 256-битные трубки усовершенствованными 1024-битными, однако новые трубки опять оказались ненадёжными и потребовали дальнейшего усовершенствования. Одновременно работа Папиана с ферритовыми сердечниками начала давать очень хорошие результаты. Сначала он подбирал оптимальные ферромагнитные материалы, экспериментируя на единичных кольцах, затем ему удалось сделать работающую тестовую матрицу размером 2х2 кольца, а в конце 1951 года была испытана матрица размером 16х16, имевшая ёмкость, равную ёмкости запоминающей ЭЛТ. В мае 1952 года Папиан добился получения времени доступа к элементам этой матрицы менее 1 микросекунды. В июле Форрестер принял решение об изготовлении полнофункционального банка ферритовой памяти ёмкостью 1024 слова (16 матриц 32х32). Так как на данный момент компьютер был сильно загружен решением задач ONR и ВВС США, то было принято решение построить для комплексных испытаний новой памяти специальный тестовый компьютер (Memory Test Computer). Этот компьютер был закончен в мае 1953 года, а его успешные испытания прошли летом. Сразу же после этого два банка ферритовой памяти были подключены к Whirlwind I, и после этого компьютер, наконец, достиг своих проектных параметров. В связи с тем, что время доступа к ферритовой памяти уменьшилась до 9 мкс по сравнению с 25 мкс для электростатической памяти, быстродействие компьютера увеличилось почти в 2 раза. Одновременно резко возросла надёжность работы компьютера.

## Применение Whirlwind I
Как было описано выше, компьютер стал полноценным работоспособным устройством в марте-апреле 1951 года, и с этого момента началась его регулярная эксплуатация, в первую очередь — для развёртывания тестовой системы противовоздушной обороны, которая получила наименование «Система Мыса Код». Для проведения этих работ в 1951 году в МТИ была создана новая лаборатория — Lincoln Laboratory. Работы по системе Мыса Код предусматривали следующий план действий:
1. Решение задачи сопровождения цели с данными от 3 радаров;
2. Сопровождение целей с помощью 14 радаров;
3. Разработка промышленного варианта системы, предназначенного для тиражирования.

Первая задача была решена очень быстро — к концу апреля Система Мыса Код трижды обеспечила успешное целеуказание истребителю на тестовую цель. При этом отмечалось, что истребитель удалось подвести к цели на расстояние менее 1000 м. В ходе этих работ команда Whirlwind создала первый в мире графический дисплей, который отображал на экране последовательность векторов, а также позволял выводить на экран цифры и буквы, представляемые в виде массивов точек в матрице 3х5. Графический дисплей был снабжён световым пером, что позволяло оператору напрямую указывать на экране нужную цель. Графический дисплей Whirlwind имел два экрана — один предназначался для оператора, а перед вторым была установлена фотокамера, управляемая компьютером. Это позволяло оператору при необходимости делать твёрдую копию экрана. В конце 1953 года система Мыса Код позволяла одновременно сопровождать до 48 целей.
Помимо работ в интересах ВВС, компьютер также использовался для решения вычислительных задач научного и научно-прикладного характера, поступавших от ONR и от различных лабораторий МТИ. В среднем на компьютере решалось 100—150 таких задач в год.

## Дальнейшая судьба компьютера

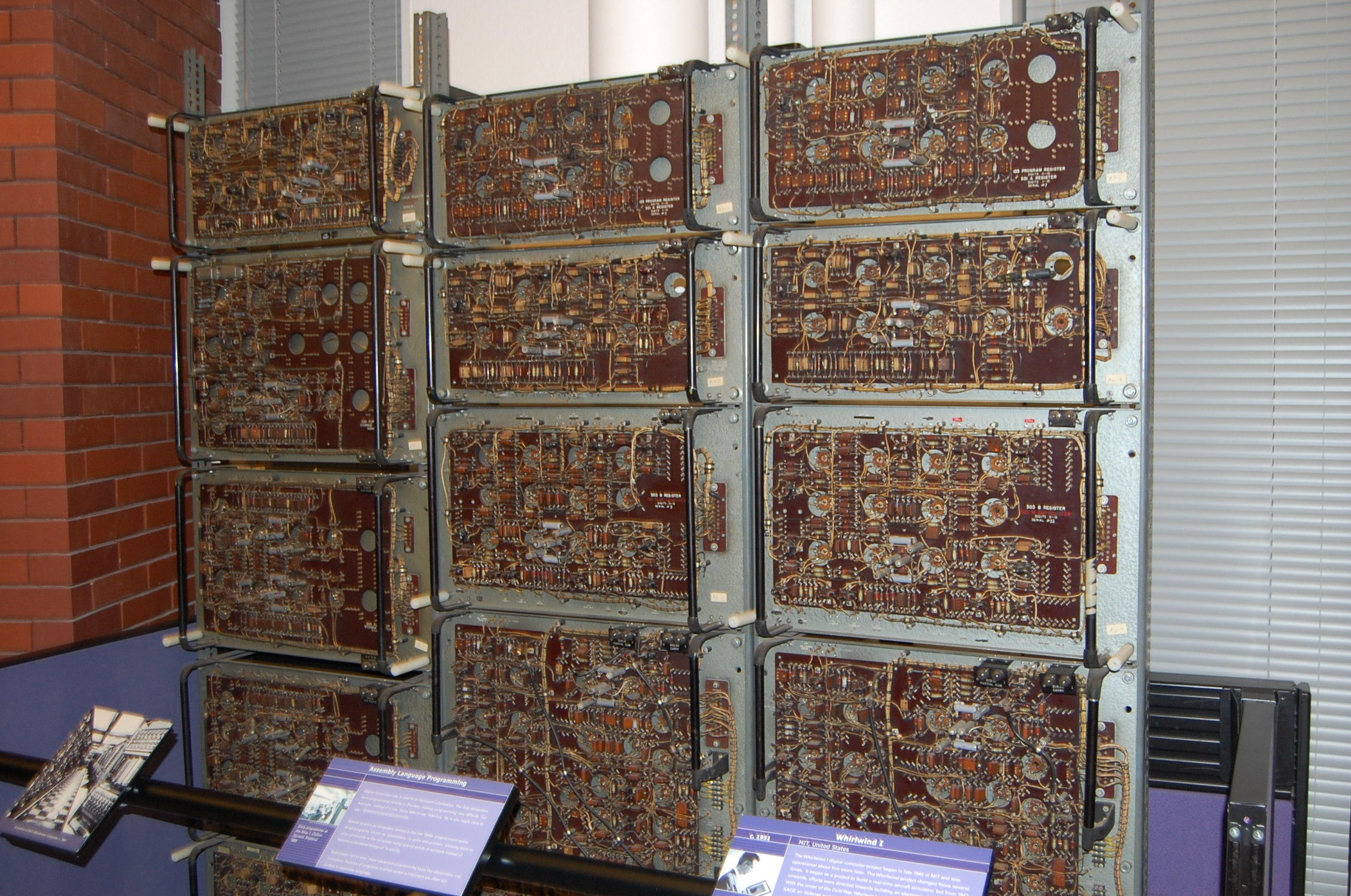
Фрагмент конструкции компьютера Whirlwind I — экспозиция в Смитсоновском институте

В 1952 году началась работа по разработке нового компьютера Whirlwind II, которая привела к созданию серийных компьютеров AN/FSQ-7 и AN/FSQ-8, ставших основой системы ПВО SAGE (англ. Semi-Automatic Ground Environment). Whirlwind I достаточно долго использовался в экспериментальных разработках систем ПВО и контроля воздушного движения, проводившихся Линкольновской лабораторией, а также до 1956 года на нём решались задачи, финансируемые ONR. Однако, после создания Whirlwind II и серийных компьютеров AN/FSQ-7/8 на его основе, надобность в Whirlwind I отпала. В 1959 году было принято решение о нецелесообразности его дальнейшей эксплуатации, в основном — из-за высокой стоимости эксплуатации, и 30 июня 1959 года он был выключен. Позже его сдали в символическую аренду компании Wolf Research and Development Corporation, основанную Вильямом Вольфом (William Wolf), одним из бывших участников проекта Whirlwind. Эта компания переместила компьютер в свой офис, запустила его в работу и несколько лет использовала его для своих задач. После завершения этих работ Whirlwind I был окончательно остановлен и разобран в 1964 году. Часть его компонентов была сохранена и передана в Смитсоновский институт.

## Достижения и инновации Whirlwind I
- Whirlwind I после оснащения его ферритовой памятью стал самым быстродействующим компьютером в мире (30-35 тыс. целочисленных операций в секунду, правда, с разрядностью только 16 бит). Это первенство (по целочисленным операциям) продержалось до появления компьютеров AN/FSQ-7 и IBM 709[en] в конце 1957 года. При этом следует учесть, что в 1953—1954 годах появились быстродействующие компьютеры с аппаратной реализацией операций с плавающей точкой (например, БЭСМ, Стрела, Manchester Mark 2[en], IBM 704), которые, хотя и уступали Whirlwind I по скорости работы с целыми числами, тем не менее превосходили его на задачах, требующих использования операций с плавающей точкой.
- Whirlwind I был первым компьютером в мире, оснащённым ферритовой памятью.
- В Whirlwind I была впервые применена архитектура т. н. «общей шины» — единого канала связи, совместно используемого всеми устройствами компьютера. Эта архитектура затем широко использовалась в миникомпьютерах и микропроцессорах. Кроме того, концепция общей шины нашла применение в сетевой технологии Ethernet.
- В составе систем на базе Whirlwind I был впервые применён графический дисплей со световым пером.

## Наследие и вклад в компьютерную индустрию
Разработанная для компьютера Whirlwind I ферритовая память стала основной технологией изготовления оперативной памяти для компьютеров на два десятилетия, она применялась на компьютерах трёх поколений, пока не была вытеснена в середине 1970-х годов статической и динамической памятью на интегральных схемах.
На основе решений, отработанных на компьютере Whirlwind, была создана первая в мире автоматизированная система противовоздушной обороны SAGE, которая включала в себя 24 региональных центра и командный центр. Эта система обеспечивала сведение информации от различных источников информации и построение единой тактической картины, как на уровне региональных центров, так и на континентальном уровне, с последующим наведением на цели перехватчиков и крылатых ракет BOMARC. Эта система успешно прослужила до начала 1980-х годов.
Решения, использованные в конструкции Whirlwind I, впоследствии легли в основу компьютеров линейки PDP, выпускавшихся фирмой Digital Equipment Corporation (DEC), основанной в 1957 году Кеннетом Олсеном, одним из участников проекта Whirlwind. Компьютеры DEC серий PDP-8 и PDP-11 стали самыми массовыми компьютерами, выпускавшимися в эпоху до появления персональных компьютеров.